# World Team Cup 2010
Der ARAG World Team Cup 2010 war ein Tennisturnier, das vom 16. bis 22. Mai 2010 stattfand. Es war Teil der ATP World Tour 2010 und wurde im Freien auf Sand ausgetragen. In derselben Woche wurden in Nizza die Open de Nice Côte d’Azur gespielt, die genau wie der World Team Cup zur Kategorie ATP World Tour 250 zählten. Ausrichter war der Düsseldorfer Rochusclub.
Der Vorjahressieger Serbien schied im Turnier 2010 bereits während der Gruppenphase aus. Im Finale bezwang Argentinien die Vereinigten Staaten und sicherte sich zum vierten Mal den Titel des Tennis-Mannschafts-Weltmeisters.
Insgesamt nahmen acht Mannschaften teil. Aus zwei Vierergruppen zogen jeweils die Gruppenersten ins Finale ein und traten gegeneinander an. Bei Punktgleichstand zählte der direkte Vergleich.

## Preisgelder und Weltranglistenpunkte
Es wurden den Teams die folgenden Preisgelder für das Erreichen der jeweiligen Gruppenplatzierung bzw. Runde ausgezahlt. Zusätzlich zur Teamwertung gab es für die Anzahl an Siegen im Doppel Preisgelder sowie für das Erreichen des Doppels im Finale.
| Team        | Team      | Team |
| Platzierung | Preisgeld |      |
| ----------- | --------- | ---- |
| 1. Platz    | 244.000 € |      |
| 2. Platz    | 158.000 € |      |
| 3.–4. Platz | 70.000 €  |      |
| 5.–6. Platz | 47.000 €  |      |
| 7.–8. Platz | 27.000 €  |      |

| Meiste Doppel-Siege | Meiste Doppel-Siege | Meiste Doppel-Siege |
| Platzierung         | Preisgeld           |                     |
| ------------------- | ------------------- | ------------------- |
| 1. Platz            | 10.000 €            |                     |
| 2. Platz            | 8.400 €             |                     |
| 3. Platz            | 5.800 €             |                     |
| 4. Platz            | 3.300 €             |                     |
| 5. Platz            | 1.650 €             |                     |
| 6. Platz            | 850 €               |                     |

| Bonus Doppel | Bonus Doppel | Bonus Doppel |
| Platzierung  | Preisgeld    |              |
| ------------ | ------------ | ------------ |
| Finalist     | 8.000 €      |              |

## Mannschaften

### Blaue Gruppe
| Argentinien                       |
| --------------------------------- |
| Juan Mónaco (ATP 27)              |
| Eduardo Schwank (ATP 47)          |
| Diego Veronelli (nicht platziert) |
| Horacio Zeballos (ATP 52)         |

| Frankreich                  |
| --------------------------- |
| Jérémy Chardy (ATP 44)      |
| Nicolas Mahut (ATP 157)     |
| Paul-Henri Mathieu (ATP 56) |

| Deutschland                     |
| ------------------------------- |
| Andreas Beck (ATP 81)           |
| Christopher Kas (ATP 33 Doppel) |
| Philipp Kohlschreiber (ATP 29)  |
| Florian Mayer (ATP 48)          |

| Serbien                       |
| ----------------------------- |
| Filip Krajinović (ATP 209)    |
| Dušan Lajović (ATP 505)       |
| Viktor Troicki (ATP 40)       |
| Nenad Zimonjić (ATP 3 Doppel) |

### Rote Gruppe
| Australien                  |
| --------------------------- |
| Carsten Ball (ATP 119)      |
| Paul Hanley (ATP 15 Doppel) |
| Lleyton Hewitt (ATP 31)     |
| Peter Luczak (ATP 71)       |

| Tschechien                  |
| --------------------------- |
| Tomáš Berdych (ATP 16)      |
| Lukáš Dlouhý (ATP 5 Doppel) |
| Jan Hájek (ATP 86)          |

| Spanien                       |
| ----------------------------- |
| Nicolás Almagro (ATP 18)      |
| Daniel Gimeno Traver (ATP 96) |
| Marc López (ATP 25 Doppel)    |

| Vereinigte Staaten        |
| ------------------------- |
| Bob Bryan (ATP 2 Doppel)  |
| Mike Bryan (ATP 2 Doppel) |
| Robby Ginepri (ATP 98)    |
| John Isner (ATP 19)       |
| Sam Querrey (ATP 22)      |

## Round Robin

### Blaue Gruppe

#### Tabelle
| Rang | Team        | Punkte | Matches | Sätze |
| ---- | ----------- | ------ | ------- | ----- |
| 1    | Argentinien | 3-0    | 6-3     | 13-10 |
| 2    | Frankreich  | 2-1    | 5-4     | 13-9  |
| 3    | Deutschland | 1-2    | 4-5     | 10-11 |
| 4    | Serbien     | 0-3    | 3-6     | 7-13  |

#### Ergebnisse
| \| Datum: 16./17. Mai 2010 \| |                     |                  |
| Vereinigte Staaten            | Australien          | 1 : 2            |
| John Isner                    | Lleyton Hewitt      | 2:6, 4:6         |
| Sam Querrey                   | Peter Luczak        | 6:74, 7:63, 6:3  |
| J. Isner / S. Querrey         | P. Hanley / C. Ball | 5:7, 6:4, [10:8] |
| Datum: 16./17. Mai 2010       |                     |                  |

| \| Datum: 16./17. Mai 2010 \| |                             |                   |
| Tschechien                    | Spanien                     | 2 : 1             |
| Tomáš Berdych                 | Nicolás Almagro             | 6:74, 6:4, 6:3    |
| Jan Hájek                     | Daniel Gimeno Traver        | 6:2, 6:2          |
| T. Berdych / L. Dlouhý        | D. Gimeno Traver / M. López | 6:74, 6:0, [6:10] |
| Datum: 16./17. Mai 2010       |                             |                   |

| \| Datum: 18./19. Mai 2010 \| |                             |                |
| Vereinigte Staaten            | Spanien                     | 2 : 1          |
| Robby Ginepri                 | Nicolás Almagro             | 3:6, 7:5, 6:74 |
| Sam Querrey                   | D. Gimeno Traver            | 6:3, 6:4       |
| B. Bryan / M. Bryan           | D. Gimeno Traver / M. López | 6:3, 7:5       |
| Datum: 18./19. Mai 2010       |                             |                |

| \| Datum: 18./19. Mai 2010 \| |                     |                  |
| Tschechien                    | Australien          | 2 : 1            |
| Tomáš Berdych                 | Carsten Ball        | 6:3, 7:64        |
| Jan Hájek                     | Peter Luczak        | 6:1, 6:2         |
| L. Dlouhý / J. Hájek          | C. Ball / P. Luczak | 3:6, 7:5, [6:10] |
| Datum: 18./19. Mai 2010       |                     |                  |

| \| Datum: 20./21. Mai 2010 \| |                        |                |
| Vereinigte Staaten            | Tschechien             | 2 : 1          |
| John Isner                    | Tomáš Berdych          | 6:1, 1:6, 6:74 |
| Sam Querrey                   | Jan Hájek              | 6:3, 7:5       |
| B. Bryan / M. Bryan           | T. Berdych / L. Dlouhý | 7:5, 7:5       |
| Datum: 20./21. Mai 2010       |                        |                |

| \| Datum: 20./21. Mai 2010 \| |                             |                  |
| Australien                    | Spanien                     | 1 : 2            |
| Lleyton Hewitt                | Nicolás Almagro             | 1:6, 3:6         |
| Peter Luczak                  | Daniel Gimeno Traver        | 3:6, 2:6         |
| L. Hewitt / P. Hanley         | D. Gimeno Traver / M. López | 3:6, 6:2, [10:7] |
| Datum: 20./21. Mai 2010       |                             |                  |

### Rote Gruppe

#### Tabelle
| Rang | Team               | Punkte | Matches | Sätze |
| ---- | ------------------ | ------ | ------- | ----- |
| 1    | Vereinigte Staaten | 3-0    | 6-3     | 14-8  |
| 2    | Tschechien         | 2-1    | 5-4     | 11-10 |
| 3    | Spanien            | 1-2    | 4-5     | 10-12 |
| 4    | Australien         | 0-3    | 3-6     | 8-14  |

#### Ergebnisse
| \| Datum: 16./17. Mai 2010 \| |                           |                  |
| Frankreich                    | Deutschland               | 2 : 1            |
| Jérémy Chardy                 | Philipp Kohlschreiber     | 6:2, 6:4         |
| Paul-Henri Mathieu            | Andreas Beck              | 6:71, 7:64, 4:6  |
| J. Chardy / N. Mahut          | C. Kas / P. Kohlschreiber | 6:3, 3:6, [10:5] |
| Datum: 16./17. Mai 2010       |                           |                  |

| \| Datum: 16./17. Mai 2010 \| |                             |                  |
| Argentinien                   | Serbien                     | 2 : 1            |
| Juan Mónaco                   | Viktor Troicki              | 1:6, 6:3, 7:63   |
| Horacio Zeballos              | Filip Krajinović            | 6:1, 6:4         |
| E. Schwank / H. Zeballos      | F. Krajinović / N. Zimonjić | 1:6, 6:3, [6:10] |
| Datum: 16./17. Mai 2010       |                             |                  |

| \| Datum: 18./19. Mai 2010 \| |                          |           |
| Frankreich                    | Serbien                  | 2 : 1     |
| Jérémy Chardy                 | Viktor Troicki           | 4:6, 2:6  |
| Paul-Henri Mathieu            | Dušan Lajović            | 6:2, 6:3  |
| J. Chardy / N. Mahut          | V. Troicki / N. Zimonjić | 7:64, 6:2 |
| Datum: 18./19. Mai 2010       |                          |           |

| \| Datum: 18./19. Mai 2010 \| |                           |                |
| Argentinien                   | Deutschland               | 2 : 1          |
| Horacio Zeballos              | Philipp Kohlschreiber     | 3:6, 4:6       |
| Eduardo Schwank               | Paul-Henri Mathieu        | 7:63, 2:6, 6:3 |
| H. Zeballos / J. Mónaco       | C. Kas / P. Kohlschreiber | 6:2, 6:3       |
| Datum: 18./19. Mai 2010       |                           |                |

| \| Datum: 20./21. Mai 2010 \| |                      |                  |
| Argentinien                   | Frankreich           | 2 : 1            |
| Juan Mónaco                   | Jérémy Chardy        | 3:6, 4:6         |
| Eduardo Schwank               | Paul-Henri Mathieu   | 3:6, 6:3, 6:2    |
| J. Mónaco / H. Zeballos       | J. Chardy / N. Mahut | 7:5, 3:6, [10:8] |
| Datum: 20./21. Mai 2010       |                      |                  |

| \| Datum: 20./21. Mai 2010 \| |                             |           |
| Deutschland                   | Serbien                     | 2 : 1     |
| Philipp Kohlschreiber         | Viktor Troicki              | 7:61, 6:4 |
| Andreas Beck                  | Filip Krajinović            | 7:5, 6:4  |
| Andreas Beck / F. Mayer       | F. Krajinović / N. Zimonjić | 3:6, 6:74 |
| Datum: 20./21. Mai 2010       |                             |           |

## Finalrunde
| \| Datum: 22. Mai 2010 \| |                     |                |
| Argentinien               | Vereinigte Staaten  | 2 : 1          |
| Juan Mónaco               | Sam Querrey         | 1:6, 6:2, 6:3  |
| Horacio Zeballos          | Robby Ginepri       | 6:4, 6:77, 7:5 |
| E. Schwank / D. Veronelli | B. Bryan / M. Bryan | 1:6, 2:6       |
| Datum: 22. Mai 2010       |                     |                |

| Sieger des ARAG World Team Cup 2010 |
| ----------------------------------- |
| Argentinien                         |